# Рон Хульдаї
Рон Хульдаї (івр. רון חולדאי; нар. 26 серпня 1944) — ізраїльський політичний діяч, мер Тель-Авіва.

## Біографія
Народився 26 серпня 1944 року в киббуце Хульда в сім'ї репатріантів з Лодзі (Польща). Батько, Озер Хульдаї (уроджений Обежански), був одним із засновників киббуца і змінив своє прізвище по його назві. У 1963 році Рон Хульдаї був призваний в Армію оборони Ізраїлю, пройшов відбір в льотчики і, ставши кадровим військовим, прослужив до 1989 року, звільнився в запас в званні бригадного генерала. У 1992 році став директором гімназії «Герцлия».
Закінчив історичний факультет Тель-Авівського університету і університету Оберн, а також Військовий коледж ВПС США.
У 1998 році був обраний на пост мера Тель-Авіва від партії Авода, і потім ще чотири рази, в 2003, 2008, 2013 і 2018 роках, переобирався на цю посаду.